# Serafín Fanjul
Pour les articles homonymes, voir Fanjul.
Serafín Fanjul (né le 4 septembre 1945 à Madrid) est un universitaire, islamologue et arabisant espagnol, spécialiste de la philologie sémitique. Professeur à l'Université autonome de Madrid, il fut également directeur du Centre culturel hispanique du Caire et membre de l'Académie royale d'histoire.

## Biographie
Serafín Fanjul est diplômé en philologie sémitique de l'université complutense de Madrid. Son mémoire de diplôme est dédié à « Ahmad Rami, poète populaire ». Sa thèse de doctorat a été qualifiée avec mention cum laude exceptionnelle et il s'est penché sur « Le mawwal égyptien, expression littéraire populaire ».
Il a enseigné la littérature arabe à l'université autonome de Madrid. Il est membre depuis 2011 de l'Académie royale d'histoire.
Il collabore aussi comme chroniqueur au journal ABC et au quotidien électronique Libertad Digital.
Egalement diplômé en histoire américaine, Serafín Fanjul a publié de nombreux ouvrages, dont Literatura popular árabe (« Littérature arabe populaire ») en 1977. Cet arabisant expert a traduit des ouvrages classiques, tels que Rihla d'Ibn Battûta, publié sous le titre A través del Islam (Rihla, Viajes), en collaboration avec F. Arbós, le Livre des Avares d'Al-Jahiz, les Maqâmât, d'Al-Hamadhani, publié sous le titre Venturas y desventuras del pícaro Abu l-Fath de Alejandría, et la Description de l'Afrique de Léon l'Africain. Il est également l'auteur de nouvelles et de romans.
Serafín Fanjul a concentré ses recherches notamment sur la sociologie d'Al-Andalus et sur les relations entre l'Espagne et Al-Andalus. Il publie en l'an 2000 Al-Ándalus contra España : la forja del mito (Al-Ándalus contre l'Espagne. La création d'un mythe) et plus récemment, chez le même éditeur La quimera de Al-Ándalus (« La chimère d’Al-Andalus », 2004). Ces études prennent entièrement le contrepied de la vision « iréniste » et « idéaliste » d'autres universitaires, tels que Bernabé López García, pour qui l'arrivée des immigrants marocains s'insérait dans le renouveau de « l'Espagne des trois cultures » (voir Inmigración magrebí en España : el retorno de los moriscos (Immigration maghrébine en Espagne : le retour des morisques) (Madrid, Mapfre, 1993).

## Le «mythe d'Al-Andalus»
Dans Al-Ándalus contra España, Serafín Fanjul dénonce le « mythe d'Al-Ándalus » (c'est-à-dire de la contribution musulmane à la construction nationale), notamment la mythification de la pensée islamique développée au XIXe siècle par le romantisme littéraire qui tend à représenter une facette de l'histoire de l'Espagne d'une manière erronée. Cette mythification de la société « maure » ne serait qu'une reprise du discours eurocentrique, celui du « Bon sauvage » et celui du « Paradis perdu ». Ainsi, l'auteur veut « démythifier » l'idéalisation du passé islamique, autrement dit des Arabes supérieurs, raffinés et cultivés succombant aux chrétiens barbares, ignorants et maladroits. Il tente de montrer que cette image idéalisée d'une Espagne multiculturelle, terre de tolérance et de vie en commun entre trois cultures et trois religions monothéistes est, pour une très large part, historiquement fausse.
Tout en précisant qu'on ne peut considérer de manière homogène un processus historique qui s'étale sur près de huit siècles, Serafín Fanjul définit la société du royaume de Grenade (1238-1492) comme « une société monoculturelle, avec une seule langue, une seule religion. Une société terriblement intolérante, par instinct de survie, puisqu'elle était acculée à la mer ». D'une manière générale, durant ces huit siècles, la tolérance ne fut jamais sans limites et dépendit des circonstances. « Plus le pourcentage (des musulmans) était important, moins la société était tolérante ». Les concessions sont toujours octroyées à des groupes. L'individu, lui, n'est jamais mis sur le même pied que les musulmans. Il tente de montrer également, contrairement aux interprétations d'un Arnold Toynbee, que cette société est loin d'être affranchie des préjugés raciaux. La pression religieuse est constante : « Les pouvoirs religieux d'al-Ándalus cherchèrent toujours l'islamisation totale et il y eut des exodes massifs de chrétiens vers le nord, jusqu'au XIIe siècle… ».

## Positions politiques
Serafin Fanjul est réputé pour être passé de l'extrême-gauche à l'extrême droite,.
L'historienne Mercedes García-Arenal (es) souligne le rôle prégnant de l'idéologie dans les ouvrages de S. Fanjul. Elle note la présence surprenante de S. Fanjul, un universitaire arabisant, aux côtés d'idéologues qui entretiennent «les fantômes de la pensée la plus réactionnaire» et qui sollicitent 
l'Histoire pour justifier des mesures d'exclusion de populations musulmanes européennes. De même pour Alejandro García Sanjuán (es) « le travail historiographique de S. Fanjul coïncide avec son activisme  politique ». José Antonio Gonzalez Alcantud, professeur d'anthropologie sociale à l'université de Grenade et à l'EHESS à Paris, a publié une longue critique des thèses de Fanjul, passé pour lui « du statut de chercheur à celui de paladin anti-arabe » (paladín de lo antiárabe). En 2005, Fanjul estime que l'Espagne s'est forgée « contre l'Islam ». 
Serafin Fanjul fait partie de la fondation DENAES créée par Santiago Abascal, président du parti d'extrême droite Vox.

## Critiques
Il est reproché à Serafin Fanjul d'inventer des adversaires pour triompher d'eux plus facilement. Ainsi, Fanjul attaque les auteurs qui idéalisent al Andalus, mais en réalité, il ne peut citer d'historiens modernes défendant des thèses aussi simplistes, et ne trouve que des romanciers ou des essayistes. « Le mythe d’al-Andalus n’a pas l’importance académique que Serafin Fanjul veut lui attribuer », écrit à ce sujet l'historien Alejandro García Sanjuán (es). A. García Sanjuán relève la similitude de certains anachronismes commis par Serafin Fanjul et de ceux pratiqués par l'essayiste Bat Ye’or, généralement considérée comme islamophobe.
L'historienne Mercedes García-Arenal (es) attire l'attention sur la justification par Fanjul de l'expulsion d'Espagne, en 1610, des Morisques, au nom de l'idée que « les Morisques n’étaient pas des Espagnols » (La quimera de al-Andalus, La chimère d’Al-Andalus, 2004). Les Morisques étaient les musulmans demeurés en Espagne après 1492 et convertis au catholicisme. Ainsi, les rejeter hors de la nation espagnole implique de définir la nation espagnole selon un critère ethnique, et fait appel à un postulat nationaliste.

## Publications
Ouvrages traduits en français
- Al Andalus, l'invention d'un mythe: La réalité historique de l'Espagne des trois cultures, L'Artilleur, 2017, 715 pages, traduction de Nicolas Klein avec la collaboration de Laura Martinez.

Ouvrage critique publié en français
Gonzales Alcantud, José Antonio (2007). Le maure d'Andalousie : les raisons d'une exclusion et la formation d'un stéréotype. Montpellier: Archange Minotaure
Travaux universitaires
- (es) Canciones populares árabes, Madrid, Almenara, 1975.
- (es) Literatura popular árabe, Madrid, ed. Nacional, 1977.
- (es) El Mawwal egipcio : Expresión literaria popular, Madrid, Instituto Hispano-Arabe de Cultura, 1977.
- (es) Al-Ándalus contra España : La forja del mito, Madrid, Siglo XXI, 2000.
  - Al Andalous, l'invention d'un mythe : La réalité historique de l'Espagne des trois cultures  (trad. Nicolas Klein), Paris, L'Artilleur, 2017.
- (es) La quimera de Al-Andalus, Madrid, Siglo XXI, 2004.
- (es) Buscando a Carmen, Madrid, Siglo XXI, 2012.
- (es) Al-Andalus, una imagen en la Historia, Madrid, RAH, 2012.

Traductions de l'arabe
- (es) Libro de los avaros de Al-Yahiz. Madrid: Editora Nacional, 1974.
- (es) A través del Islam de Ibn Battuta (en colaboración con Federico Arbós)
- (es) Venturas y desventuras del pícaro Abu l-Fath de Alejandría Maqamas de Al-Hamadani. Madrid: Alinaza Editorial, 1988
- (es) Descripción general de África de Léon l'africain.

Fictions
- (es) El retorno de Xan Furabolos (brèves)
- (es) Los de Chile (nouvelle)
- (es) Habanera de Alberto Garcí (nouvelle)